# Fibromatosi
El terme fibromatosi es refereix a un grup de tumors de teixits tous que presenten algunes característiques comunes, incloent absència de característiques malignes i citològiques clíniques, una histologia consistent en la proliferació de fibroblasts ben diferenciats, un patró de creixement infiltrant i un comportament clínic agressiu amb freqüents recurrències locals.
Està classificat per l'Organització Mundial de la Salut com un tumor intermedi de teixit tou relacionat amb la família del sarcoma.

## Terminologia
Altres noms inclouen la «fibromatosi musculoaponeurítica», que fa referència a la tendència d'aquests tumors a afegir-se i infiltrar-se en el múscul esquelètic profund, i la «fibromatosi agressiva» o «tumor desmoide». S'ha de fer una clara diferència entre les localitzacions intraabdominal i extraabdominal.
La fibromatosi és una entitat diferent de la neurofibromatosi.

## Diagnòstic
La fibromatosi és una proliferació benigna del teixit connectiu que sovint creix agressivament i que s'infiltra en el múscul. La formació de tumors sol ser causada per fibroblasts. En general, les formes superficials sense encapsular amb fibromes de menys de 5 cm es poden subdividir en formes profundes al pit i a l'abdomen. La metàstasi és extremadament rara.
Hi ha formes hereditàries, com la hialinosi histèmica infantil, la miofibromatosi infantil, i la síndrome de Zimmermann-Laband.

## Subtipus
Els subtipus de fibromatosi inclouen:
- Tumor desmoide a la fàscia
- Fasciitis nodular
- Fibromatosi gingival hereditària, síndrome de Jones
- Fibromatosi juvenil
- Fibromatosi colli: Allargament no neoplàstic del múscul esternoclidomastoidal durant la primera infància. En general, no requereix resecció i respon bé a la fisioteràpia.
- Fibromatosi digital infantil
- Miofibromatosi infantil
- Ipofibromatosi
- Fibromatosi hialina múltiple
- Fibromatosi plantar
- Fibromatosi penil (Malaltia de Peyronie)
- Fibromatosi palmar (Contractura de Dupuytren)

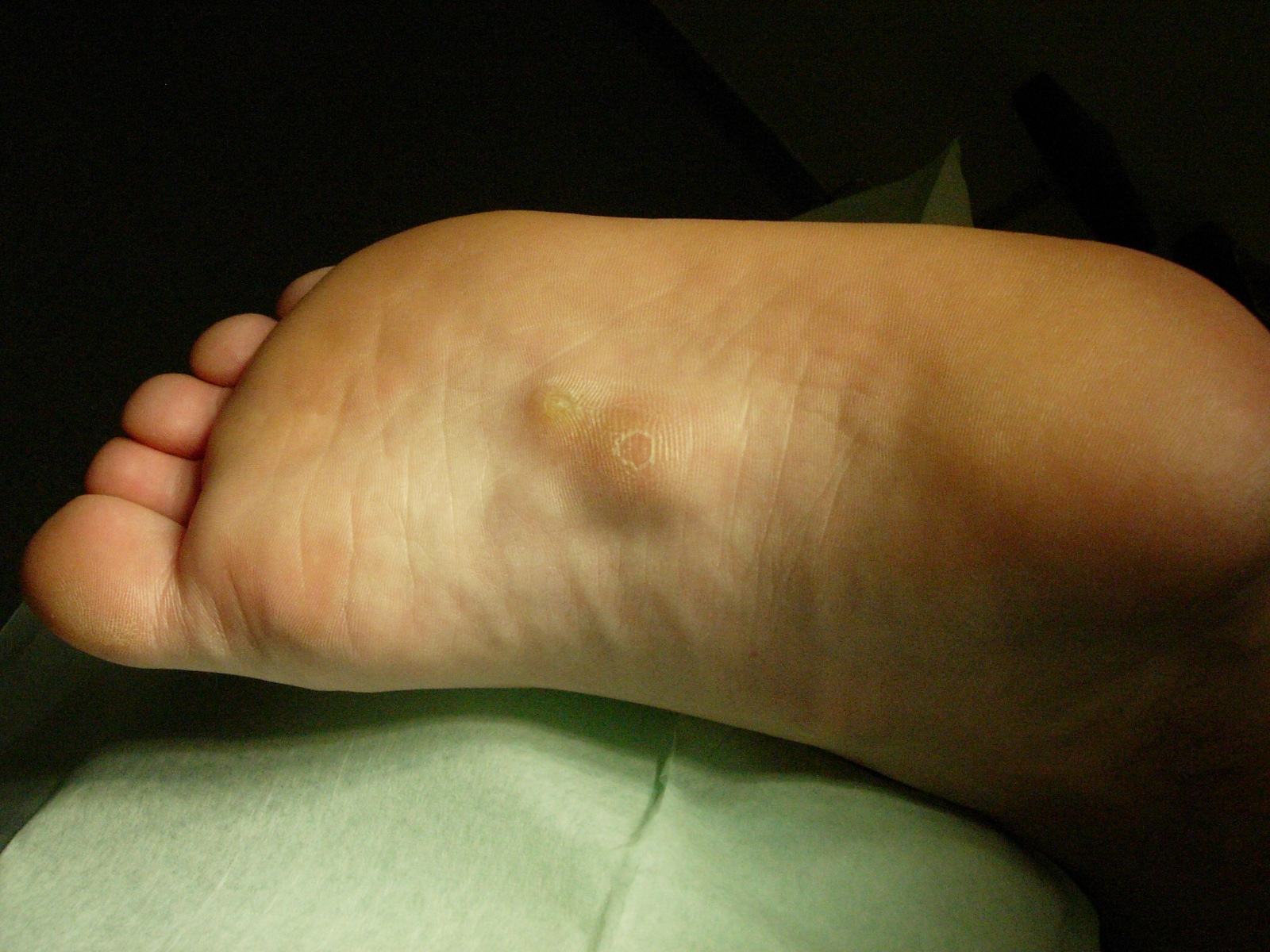
Fibromatosi plantar
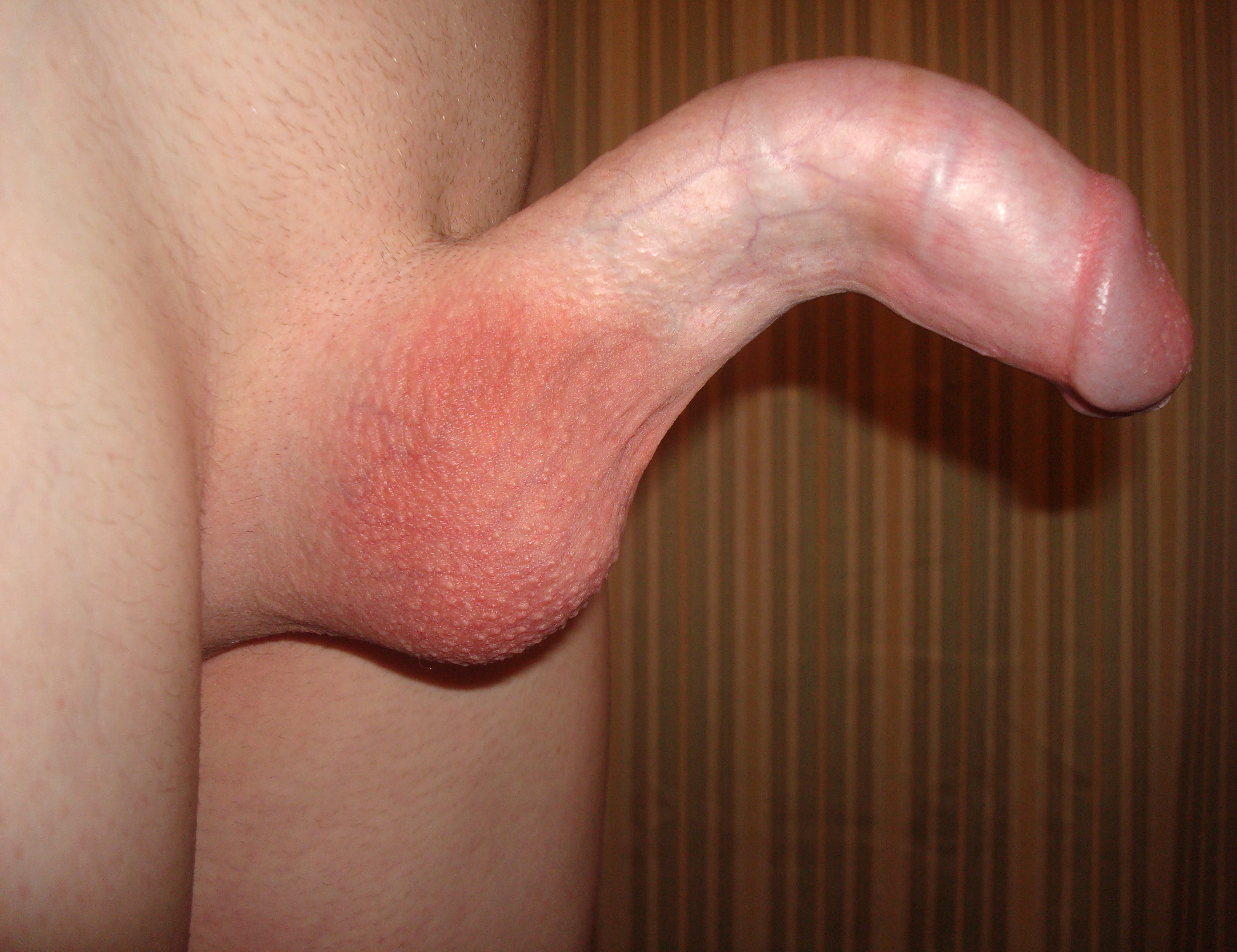
Fibromatosi penil
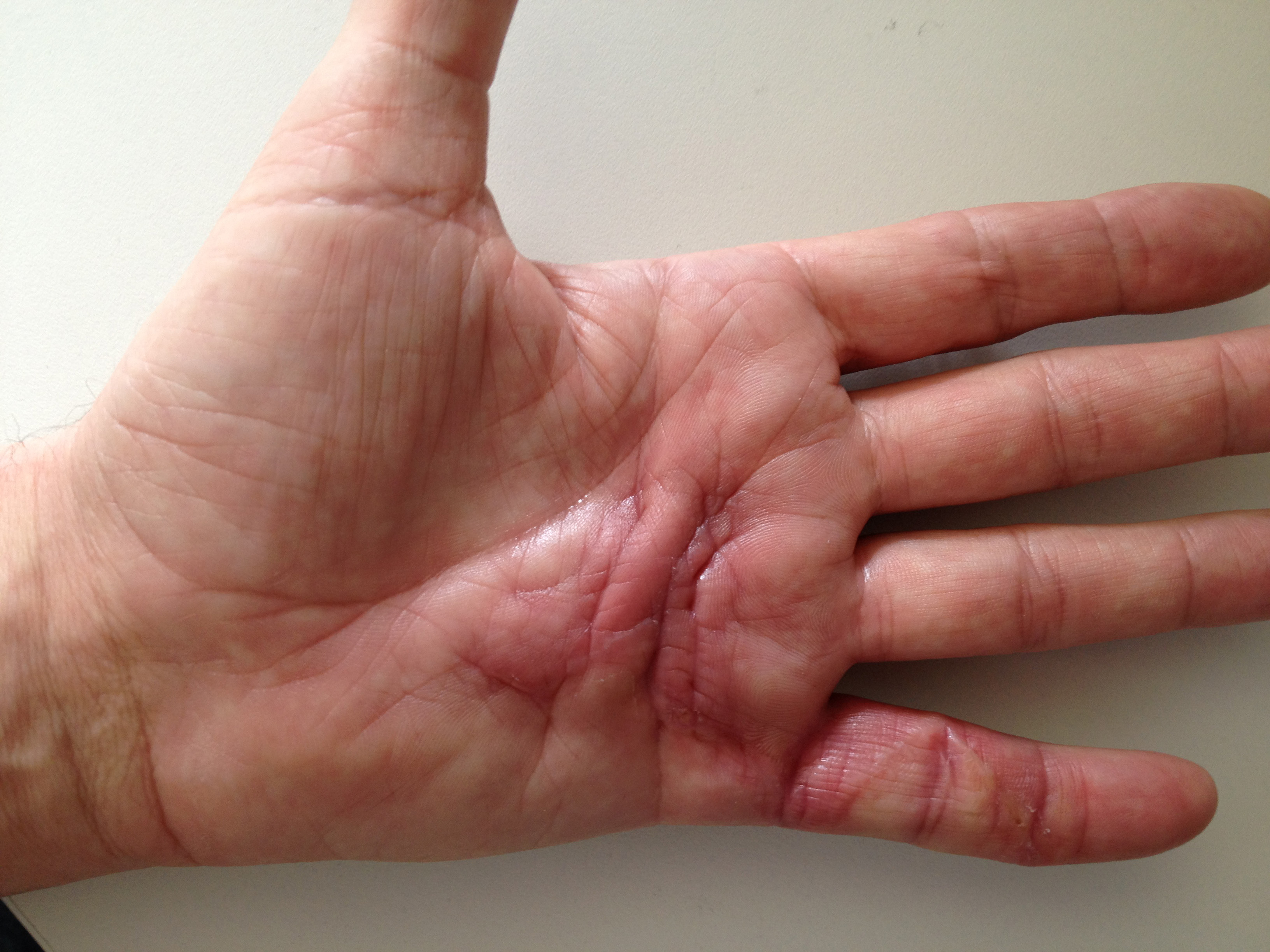
Fibromatosi palmar
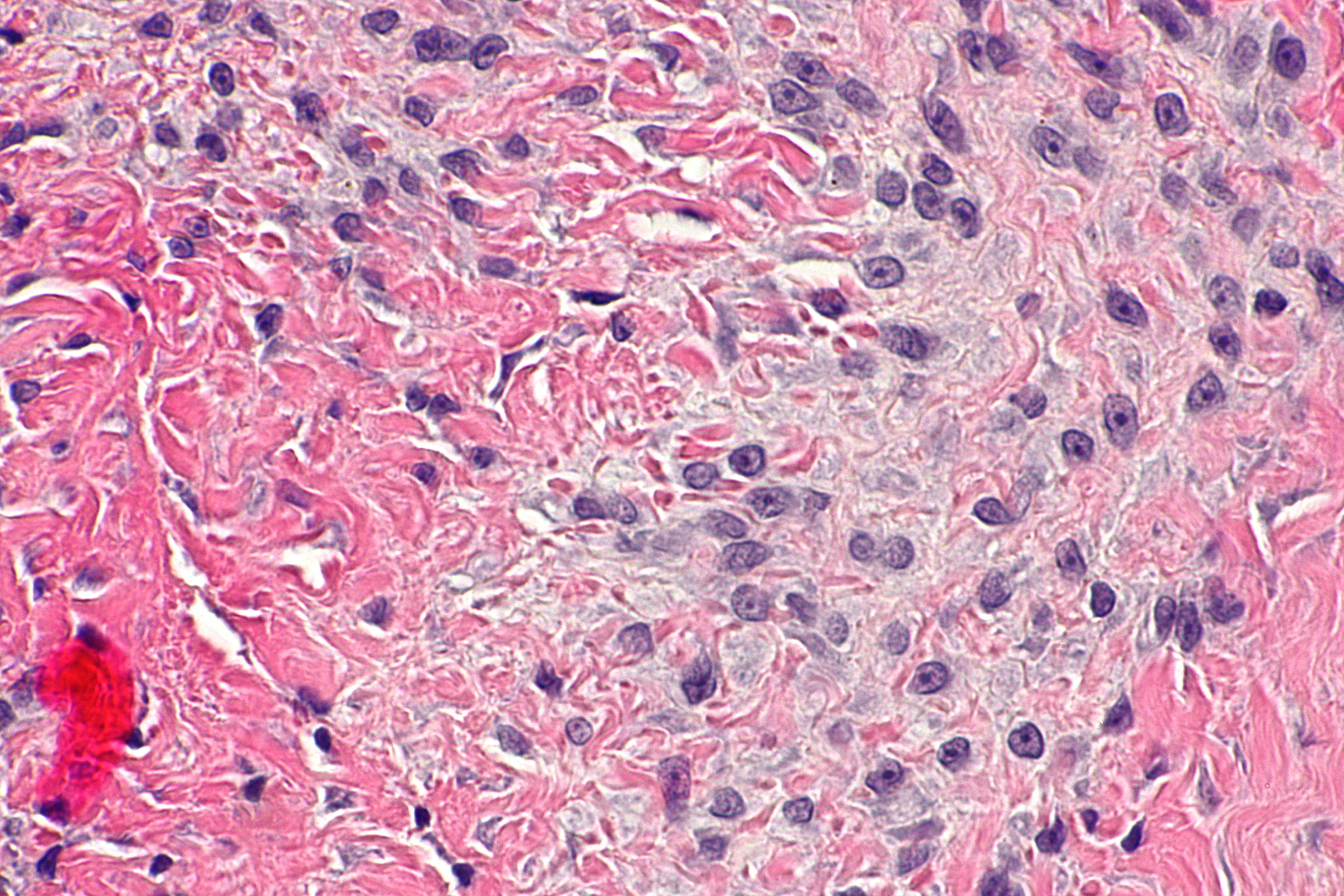
Histologia de la fibromatosi palmar

## Tractament
El tractament és principalment quirúrgic; la radioteràpia o la quimioteràpia solen ser una indicació de la recaiguda. La fibromatosi desmoide de cap i coll és una condició greu a causa de l'agressió local, els patrons anatòmics específics i l'elevada taxa de recaiguda. La cirurgia per als nens és particularment difícil, donat el potencial de trastorns del creixement.
El tractament inclou una ràpida excisió radical amb un ampli marge i / o radiació. Malgrat el seu comportament infiltrant i agressiu local, la mortalitat és mínima i no existeix per als tumors perifèrics. En la fibromatosi intraabdominal associada amb la poliposi adenomatosa familiar (PAF), la cirurgia s'evita, si és possible, a causa de les altes taxes de recurrència dins de l'abdomen que porten una morbiditat i mortalitat significativa. A la inversa, per a la fibromatosis intraabdominal, sense evidència de la PAF, cal una cirurgia extensa per als símptomes locals, però el risc de recurrència és baix.
Les anomenades «fibromatosi agressives» creixen infiltrant-se i són difícils de tractar. En el cas de l'extirpació quirúrgica, la resecció s'ha d'orientar molt lluny d'una manera sana (in sano), similar a una operació tumoral. S'ha d'assegurar l'èxit histopatològicament; si no s'aconsegueix, la radioteràpia addicional no ofereix cap avantatge. Amb els marges d'eliminació i incisió incomplets en el teixit malalt, la radioteràpia addicional sembla generar beneficis i retardar el temps de recaiguda. En general, però, les recurrències són molt freqüents i les complicacions associades a la cirurgia es registren en un terç de tots els casos. Per tant, la indicació s'ha de prendre de manera individual i equilibrada.